# Referèndum constitucional del Senegal de 2001
El referèndum constitucional del Senegal de 2001 es va celebrar el 7 de gener de 2001 al Senegal. Es va preguntar als votants si aprovaven una nova constitució. Va ser aprovada pel 94% dels votants, la qual cosa va portar a la celebració d'eleccions parlamentàries anticipades l'abril de 2001.

## Context
La constitució proposada suprimiria el Senat, que no havia existit fins a 1999; la seva primera elecció havia estat boicotejada pels partits de l'oposició, que consideraven la seva creació innecessària. També reduïa el mandat presidencial de set a cinc anys.